# (2797) Teucer
(2797) Teucer – planetoida z grupy trojańczyków z obozu greckiego okrążająca Słońce w ciągu 11 lat i 199 dni w średniej odległości 5,11 j.a. Została odkryta 4 czerwca 1981 roku w Lowell Observatory (Anderson Mesa Station) przez Edwarda Bowella. Nazwa planetoidy pochodzi od Teukrosa, jednego z uczestników wojny trojańskiej. Przed nadaniem nazwy planetoida nosiła oznaczenie tymczasowe (2797) 1981 LK.